# 崔氏 (鄭善果母)
郑善果母崔氏（561年—7世纪），隋朝人物，出自清河崔氏。
崔氏十三岁时出嫁郑诚，生郑善果。580年，郑诚讨伐尉迟迥，力战阵亡。崔氏二十岁守寡，其父崔彦穆想让她改嫁，崔氏抱着郑善果对崔彦穆说：“妇人无再嫁男子的道理。况且郑君虽死，还有这个孩子。抛弃孩子是不慈，背弃死去的丈夫为无礼。宁愿割耳截发来明心迹。违礼不慈，不敢从命。”郑善果因为父亲为朝廷战死，才几岁，就拜任使持节、大将军，袭爵开封县公，食邑一千户。开皇初年，进封武德郡公。十四岁，授沂州刺史，转任景州刺史，再为鲁郡太守。
崔氏贤明，有节操，博览书史，通晓处理事情的方法。每次郑善果出去处理公事，母亲就坐在胡床，在帐子后面听。听到儿子分析合理，回去后就高兴，给他赐坐，相对谈笑。如果行事不妥，或随意发怒，母亲回到后堂，蒙被哭泣，终日不吃。郑善果伏在床前，也不敢起。母亲这时起来对他说：“我不是生你气，而是为你家羞愧。我是你家媳妇，能够为你家洒扫，就像你父亲，是忠勤之士，在官清廉，未尝有私心，以身徇国，继之以死，我也希望你有此心。你既年幼而孤，我是寡妇，有慈无威，使你不知礼训，只能让你肩负忠臣的事业？你从儿童时就承袭爵位，官至一方长官，这是靠你自身的本事得来的吗？怎可不想这些事就随意发怒，心骄享乐，败坏公政！对内失去良好家风，可能丢了官爵，对外则损害天子之法，来取罪责。我死之日，有何面目在地下见你的先人？”
崔氏经常纺线织布，夜半才睡觉。郑善果说：“兒子封侯开国，位居三品，秩俸足用，母亲为何如是辛勤劳作？”回答道：“唉！你年纪大了，我以为你知道天下之理，现在听到这话，还是不懂。这样公事，怎能做好？现在这些秩俸，是天子报答你先人殉职的事。应该分给亲戚，体现你父亲的恩惠，妻儿只能独享好处，以为富贵！纺线织布，是妇人本分，上自王后，下至大夫士妻，各有自己该做的事。如果懒惰，就会骄逸。我虽不知礼，难道能败坏自己的名声吗？”崔氏自从开始守寡，便不施脂粉，常穿粗帛衣。性情节俭，不是祭礼宾客之事，酒肉不随便端上桌。经常在清净的屋子里端坐，不随便走出门阁。内外姻戚有红白喜事，就厚加遗赠，但不到他们家里去。不是亲手作的和禄赐庄园出产的东西，即使是亲族礼赠，都不许入门。
郑善果历任州郡，都从建立拿饭菜到衙门来吃，公家的补助，都不许受，用来修治公廨房舍还有分给僚属。郑善果也由此克己，号称清官。隋炀帝派遣御史大夫张衡慰劳她，考核为天下之最。征召为光禄卿。崔氏死后，郑善果为大理卿，渐渐奢侈，清正公平也不如从前。

## 延伸阅读
[在维基数据编辑]
 《北史·卷091》，出自李延壽《北史》
 《隋書·卷80》，出自魏徵《隋书》